# 衡陽郡
衡陽郡（こうよう-ぐん）は、中国にかつて存在した郡。三国時代から南北朝時代にかけて、現在の湖南省東部に設置された。

## 概要
257年（太平2年）、呉により長沙西部に衡陽郡が置かれた。衡陽郡は荊州に属し、郡治は湘南県に置かれた。
307年（晋の永嘉元年）、荊州の7郡と江州の桂陽郡を分割して湘州が立てられると、衡陽郡は湘州に転属した。晋の衡陽郡は湘郷・重安・湘南・湘西・烝陽・衡山・連道・新康・益陽の9県を管轄した。395年（太元20年）、酃・利陽・新平の3県を廃止した。
南朝宋のとき、衡陽郡は湘西・湘南・益陽・湘郷・新康・重安・衡山の7県を管轄した。
南朝斉のとき、衡陽郡は湘西・益陽・湘郷・新康・衡山の5県を管轄した。
589年（開皇9年）、隋が南朝陳を滅ぼすと、衡陽郡は廃止されて、衡州に編入された。607年（大業3年）に州が廃止されて郡が置かれると、衡州は衡山郡と改称された。
621年（武徳4年）、唐が蕭銑を平定すると、衡山郡は衡州と改められた。742年（天宝元年）、衡州は衡陽郡と改称された。758年（乾元元年）、衡陽郡は衡州と改称され、衡陽郡の呼称は姿を消した。